# 陳勝宏
陳勝宏（1944年6月5日—），中華民國（台灣）政治人物，逢甲大學國際貿易學系畢業，曾任臺北市議會議員、立法委員、民主進步黨中央常務委員、民進黨中央評議委員會主委，台灣新動力智庫創辦人兼董事長，是民進黨綠色友誼連線代表人物。現任民主進步黨中央黨部財務長、陽信商業銀行董事長。

## 外部連結
- 立法院 - 陳勝宏委員 （页面存档备份，存于）